# Mathieu Brulet
Mathieu Brulet, né le 13 juillet 1987 à Fontenay-sous-Bois, est un athlète français.

## Carrière
Mathieu Brulet est sacré champion de France de marathon en 2018 puis champion de France du 10 000 mètres en 2019.
Il est médaillé de bronze en marathon par équipes aux Jeux mondiaux militaires de 2019 à Wuhan.
En 2024, il est médaillé de bronze au championnat de France du 10000m.